# Gyrinus japonicus
Gyrinus japonicus is een keversoort uit de familie van schrijvertjes (Gyrinidae). De wetenschappelijke naam van de soort is voor het eerst geldig gepubliceerd in 1873 door Sharp.